# ミズゴケ属
ミズゴケ属（みずごけぞく、学名：Sphagnum）は、ミズゴケ綱ミズゴケ科に分類されるコケ植物の1属。多孔質の植物体を形成し、多量の水を含むことができる。世界では約150種、日本では47種が分類されている。

## 特徴
本属が属するミズゴケ科はコケ植物門蘚綱に属し、単独でミズゴケ目を構成する。茎と葉の区別のある茎葉体であるが、独特の構造をもつ。軸は木質化し、主軸はほぼ上に伸びるが、放射状に側面方向に枝を出す。葉は軸の回りに密生する。葉の細胞には、大型で光合成を行わない空洞になった細胞（透明細胞または貯水細胞）と小型で葉緑体を持ち光合成を行う細胞（葉緑細胞）が交互に並んでいる。この透明細胞には表面に穴があって、内部に多量の水を蓄えられるようになっている。
茎の上からさく（胞子のう）をつける。胞子のうは柄の上に生じ、球形で黒くなる。他の蘚類とは異なり、この柄はさくの柄ではなく、植物体の方から作られたものである。
熱帯から寒帯に分布するが、特に北半球の冷温帯に多い。湿地に多くの種が生育する。湿地の地面に密生してクッション状の群落を形成する。特に、寒冷地ではミズゴケ類を中心として湿地に生育する植物遺体が積み重なっても分解せず、次第に厚い層を形成するようになる。このようにして盛り上がった湿地を高層湿原と言う。ミズゴケ類は高層湿原を形成する主力である。イボミズゴケ S. papillosum やユガミミズゴケ S. subsecundum などがこれにあたる。温暖な地域に生息する種として、ホソベリミズゴケ S. junghuhnianum subsp. pseudomolle は九州にまで生息し、水の染み出す崖地や岩場に塊状の群落を作る。

## 主な種
岩月(1997)による日本産の種を記載する。
- S. acutifolium Ehrh. ex Schrad. var. flavescens Warnst.
- S. acutum Warnst. var. hakusanense Warnst. ハクサンミズゴケ
- S. angustifolium (C. Jens.) C. Jens.
- S. aongstroemii C. Hartm. キレハミズゴケ
- S. calymmatophyllum Warnst. et Card. コバノミズゴケ
- S. compactum DC. ex Lam. et DC. キダチミズゴケ
  - var. imbricatum Warnst. カワラミズゴケ
- S. connectans Warnst. et Card. イトナシミズゴケ
- S. cuspidatum Ehrh. ex Hoffm. ハリミズゴケ
  - var. serrulatum (Schlieph.) Schlieph. ノコギリミズゴケ
  - var. submersum Schimp. シワミズゴケ
- S. dicladum Warnst. ヤマミズゴケ
- S. drepanocladum Warnst. var. latilimbatum Warnst. ヘリトリミズゴケ
- S. fallax Klinngr.
- S. fimbriatum Wils. ex J. Hook. ヒメミズゴケ
  - var. compactum Warnst.
  - var. latifolium Warnst. ヒロハノヒメミズゴケ
  - var. norikusae Warnst. ノリクラミズゴケ
- S. flexuosum Dozy et Molk.
- S. fuscum (Schimp.) Klinggr. チャミズゴケ
- S. girgensohnii Russ. ホソバミズゴケ
  - var. squarrosulum Russ. チャボホソバミズゴケ
  - var. strictum (Lindb.) Russ.
- S. guwassanense Warnst. ガッサンミズゴケ
  - ssp. takedae (Okam.) H.Suzuki イトミズゴケ
  - ssp. triseriporum H.Suzuki ミツアナミズゴケ
- S. imbricatum Hornsch. ex Russ. フナガタミズゴケ
  - var. affine (Ren. et Card.) Warnst. ハリマミズゴケ
- S. incertum Warnst. et Card. ミネミズゴケ
- S. jensenii Lindb. シナノミズゴケ
- S. junghuhnianum Dozy et Molk. ホソベリミズゴケ
  - ssp. pseudomolle (Warnst.) H.Suzuki コバノホソベリミズゴケ
- S. kushiroense H.Suzuki クシロミズゴケ
- S. lindbergii Schimp. ex Lindb. フサバミズゴケ
- S. majus (Russ.) C. Jens.
- S. magellanicum Brid. ムラサキミズゴケ
- S. microporum Warnst. ex Card. コアナミズゴケ
- S. nemoreum Scop. スギハミズゴケ
- S. obtusum Warnst.
- S. pallens Warnst. et Card. シロミズゴケ
- S. palustre L. オオミズゴケ
  - var. pallescens (Warnst.) Sak. ウスアオミズゴケ
  - var. virescens (Russ.) Sak. アオオオミズゴケ
- S. papillosum Lindb. イボミズゴケ
  - var. confertum Lindb. フトミズゴケ
  - var. riparium Grav.
- S. platyphyllum (Lindb.) Warnst.
- S. plumulosum Roell ワラミズゴケ
- S. pulchrum (Lindb. ex Braithw.) Warnst. ウツクシミズゴケ
- S. quinquefarium (Lindb. ex Braithw.) Warnst. ゴレツミズゴケ
- S. recurvum P.Beauv. サンカクミズゴケ
- S. riparium Angstr. サケバミズゴケ
  - var. coryphaceum Russ. セイタカミズゴケ
- S. rubellum Wils. ウスベニミズゴケ
- S. russowii Warnst.
- S. septatum Warnst. フシミズゴケ
- S. squarrosum Crome ウロコミズゴケ
- S. squarrosum var. immersum Beck. ex Warnst. オオウロコミズゴケ
- S. subacutifolium Schimp. スギバミズゴケモドキ
- S. subobesum Warnst. シタミズゴケ
- S. subsecundum Nees ex Sturm ユガミミズゴケ
- S. tenellum Ehrh. ex Hoffm. ワタミズゴケ
  - var. rufescens Grav. ex C.Jens.
- S. teres (Schimp.) Angstr. ex C.Hartm. ホソミズゴケ
- S. tosaense Warnst. トサミズゴケ
- S. warnstorfii Russ. ワルンストロフミズゴケ

## 利用

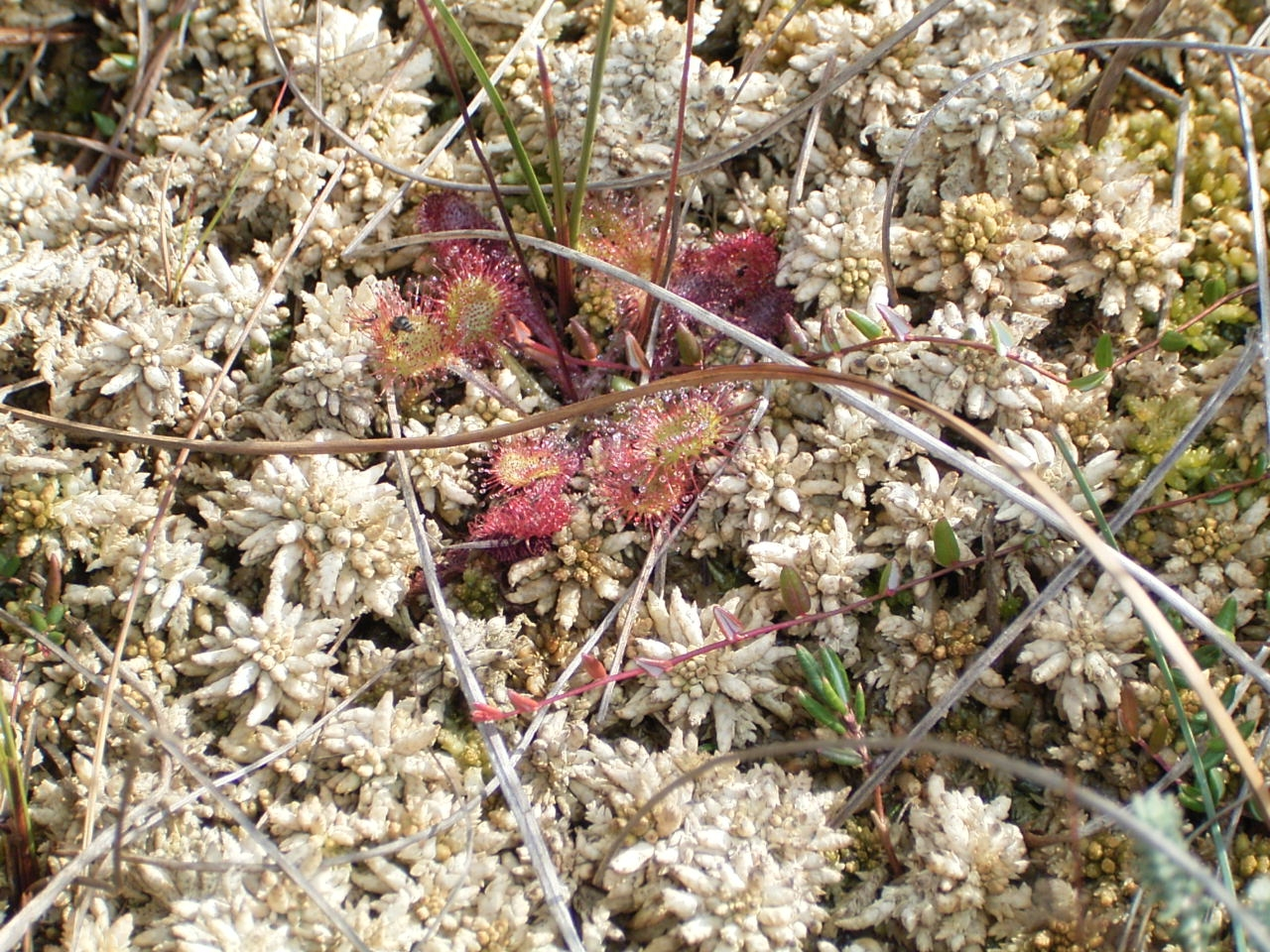
ミズゴケの中に生えるモウセンゴケ

ミズゴケ類はコケ植物中でも実用的価値が高い。葉に水を蓄える細胞が多数あるため、乾燥させれば多孔質の軽くて弾力のある素材となり、梱包材や脱脂綿の代用として用いられたことがある。木綿の2倍以上の吸水力を持ち、水を吸わせれば水もちがよく、隙間が多いので空気の通りがよい。このことを利用して、園芸用の培養土として用いられ、シダ類や食虫植物など、湿地性植物や着生植物の培養には欠かせない。特に、洋ランなどのラン科植物の栽培には、ほとんど代替品がないほど重要である。日本、特に中部以南ではミズゴケの生育場所が限られており、この目的での採集による減少が著しい。園芸としては、オオミズゴケ Sphagnum squarrosum などが利用される。
また、ミズゴケは、青銅器時代から治療薬として用いられてきた。第二次世界大戦中では、負傷した兵士の止血にミズゴケが使われていた。ミズゴケの中にいるペニシリウムなどの微生物が治療を促進している。ラップやイヌイットの人々は、ミズゴケをオムツに利用している。
寒冷地では、ミズゴケを主体として、湿地生植物の遺体が堆積して厚い層を作る。これが低温のため容易に分解せず、次第に炭化したものを泥炭（でいたん）と称する。北部ヨーロッパなどでは昔、燃料として用いられていた。